# Eternal Zero – Flight of No Return
Eternal Zero – Flight of No Return (Originaltitel: 永遠の0, Eien no Zero) ist ein japanischer Film des Regisseurs Takashi Yamazaki aus dem Jahr 2013. Der Film basiert auf dem Roman Eien no 0 aus dem Jahr 2006 von Naoki Hyakuta.

## Handlung
Der Film erzählt die Spurensuche des 26-jährigen Kentaro Saeki und seiner Schwester Keiko nach dem Leben ihres unbekannten Großvaters. Den einzigen Bezug dazu finden sie im Jahr 2004 lediglich in der Befragung ehemaliger Kameraden aus seiner Dienstzeit. Er flog als Kampfpilot und Ausbilder während des Zweiten Weltkriegs ab dem Angriff auf Pearl Harbor bis zum Jahr 1945, in dem er schließlich als sogenannter „Kamikaze“-Pilot ums Leben kam. In Rückblenden erzählt und gezeigt, zeichnet sich so ein zunehmend genaueres Bild seines Charakters, seiner Einsätze als Pilot, und einzelner Beweggründe für sein Handeln.

## Hintergrund
Das im Filmtitel enthaltene „Zero“ bezieht sich auf die Mitsubishi A6M „Zero“ (jap. 零式艦上戦闘機 rei-shiki kanjō sentōki „Typ Null trägergestütztes Jagdflugzeug“), ein japanisches Jagdflugzeug des Zweiten Weltkriegs.

## Kritiken
Hayao Miyazaki, der Schöpfer des oscarnominierten Zeichentrickfilms Wie der Wind sich hebt, der die Geschichte der Mitsubishi A6M „Zero“ und ihres Konstrukteurs Jirō Horikoshi erzählt, lehnte den Film kategorisch ab:

„They’re trying to make a Zero fighter story based on a fictional war account that is a pack of lies […] They’re just continuing a phony myth, saying, ‘Take pride in the Zero fighter.’ I’ve hated that sort of thing ever since I was a kid.“